# Sergueï Mitrokhine
Sergueï Sergueïevitch Mitrokhine (en russe : Сергей Сергеевич Митрохин) est un homme politique russe né le 20 mai 1963 dans la ville de Khanty-Mansiïsk. Mitrokhine est le président du parti libéral Iabloko de juin 2008 à décembre 2015.

## Biographie
Mitrokhine a obtenu un doctorat en sciences politiques en 2001.
En 2004, Mitrokhine devient le chef de la section moscovite de Iabloko. Il est élu à la Douma de Moscou en 2005 et y dirige le groupe Iabloko.
Sergueï Mitrokhine est président de Iabloko du 22 juin 2008 au 20 décembre 2015. En décembre 2015, le congrès du parti décide qu'un dirigeant du parti ne peut effectuer plus de deux mandats successifs et élit Emilia Slabounova à la direction du parti.
En 2019, il se représente comme candidat du parti libéral Iabloko aux élections de la Douma de la ville de Moscou dans la 43e circonscription. Il est, entre autres, opposé à l'avocate et militante anti-corruption Lioubov Sobol. Sa candidature est refusée pour vice de forme mais en appel, il obtient le droit de maintenir sa candidature,. Il est aussi soutenu par Alexeï Navalny après l'invalidation de la candidate que son mouvement soutenait initialement, Lioubov Sobol. Mitrokhine est élu avec 44 % des voix devant le candidat du Parti libéral-démocrate de Russie Dmitri Kochlakov-Кrestovskii qui obtient 20 %.